# Sumio Shiratori
Sumio Shiratori (jap. 白鳥澄夫) (ur. w 1950) – japoński kompozytor i producent muzyczny, znany głównie ze skomponowania ścieżki dźwiękowej do serialu animowanego Muminki. W udzielonym wywiadzie Sumio podkreślił, że w ciągu zaledwie dwóch lat stworzył 260 utworów do tego serialu.
Jego pasja do muzyki zaczęła się już w szkole średniej, kiedy to rozpoczął grę na gitarze. Po jakimś czasie skupił się na grze na gitarze basowej dołączając do różnych zespołów muzycznych, w tym słynnego Jackey Yoshikawa and the Blue Comets. Był również znacząco inspirowany zarówno przez muzykę rocka progresywnego, jak i tradycyjną japońską muzykę, w tym grę na instrumentach dętych oraz tradycyjne rytmiki.
Sumio komponował muzykę do "Muminków" na podstawie scenariuszy i sam zagrał na niektórych instrumentach. Dziś wciąż tworzy muzykę dla stacji telewizyjnych, producentów reklam i innych mediów, jednak unika publicznych wystąpień. 
Jest mężem oraz współproducentem piosenkarki i autorki tekstów Emiko Shiratori. Razem założyli zespół o nazwie ARO. Ponadto, są rodzicami piosenkarki Maiki Shiratori..  

## Filmografia

### Kompozytor
- 1990 – Muminki (serial animowany)
- 1992 – Kometa nad Doliną Muminków (wersja japońska)

## Dyskografia
- 1990 – Tanoshii Muumin Ikka Vol. 1 (楽しいムーミン一家) – KICA-18
- 1990 – Tanoshii Muumin Ikka: Sunafukin No Tabidachi (楽しいムーミン一家-スナフキンの旅立ち) – KICA-36
- 1992 – Moomin Selection (ムーミン・セレクション) – KICA-118